# محله چینی‌ها (فیلم ۲۰۱۱)
«محله چینی‌ها» (انگلیسی: China Town) یک فیلم است که در سال ۲۰۱۱ منتشر شد.